# シーウェイマックス
シーウェイマックス（英語: Seawaymax）は、大西洋と五大湖の間を結ぶ、セントローレンス海路の閘門を通航可能な最大の船の大きさを指す言葉である。

## 規格
シーウェイマックスの船は全長740 フィート（226 m）、幅78 フィート（24 m）、喫水26 フィート（7.92 m）である。これより大きな貨物船も数多く五大湖を航行しているが、こうした貨物船は大西洋へ下ってくることができない。閘門の大きさが通航可能な船の大きさを制限し、その船が運ぶことのできる貨物の大きさをも制限する。セントローレンス海路を通航した船が一度に運んだ最大のトン数は28,502 トンの鉄鉱石であった。一方、グレートレイク水路のより大きな閘門での記録は72,351 トンである。しかしながら、ほとんどの新しい五大湖用の船は、セントローレンス海路を通じて五大湖の外で活用できるようにして柔軟性を持たせるために、シーウェイマックスで建造されている。1975年の水難事故で有名なエドモンド・フィッツジェラルド はシーウェイマックスに近い大きさで建造されていた。
2006年時点で、五大湖からセントローレンス海路を下ることができない大きすぎる船は28隻が運航されている。